# Centromerita
Centromerita är ett släkte av spindlar som beskrevs av Dahl 1912. Centromerita ingår i familjen täckvävarspindlar.
Kladogram enligt Catalogue of Life och Dyntaxa:
| Centromerita | \| \| raggtäckvävare \| \| \| \| \| \| borsttäckvävare \| \| \| \| |
|              | \| \| raggtäckvävare \| \| \| \| \| \| borsttäckvävare \| \| \| \| |
|              | raggtäckvävare                                                     |
|              |                                                                    |
|              | borsttäckvävare                                                    |
|              |                                                                    |